# Vizela (Fluss)
Der Vizela (portugiesisch Rio Vizela) ist ein linker (südlicher) Nebenfluss des Ave. Er fließt in der Region Nord Portugals durch die Distrikte Braga und Porto.
Der Vizela entspringt im Kreis Fafe in der Nähe der Gemeinde Gontim. Ungefähr sechs Kilometer oberhalb der Stadt Fafe wird er durch die Talsperre Queimadela zu einem kleinen Stausee aufgestaut.
In der Nähe der Gemeinde Serzedo vereinigen sich zunächst der Rio Bugio und Rio Ferro und münden dann ca. 500 m weiter gemeinsam im Vizela. Danach fließt der Vizela in südwestlicher bzw. westlicher Richtung u. a. durch die Stadt Vizela. Oberhalb der Gemeinde Rebordões mündet der Vizela dann in den Ave.